# Simhallsbadet, Malmö

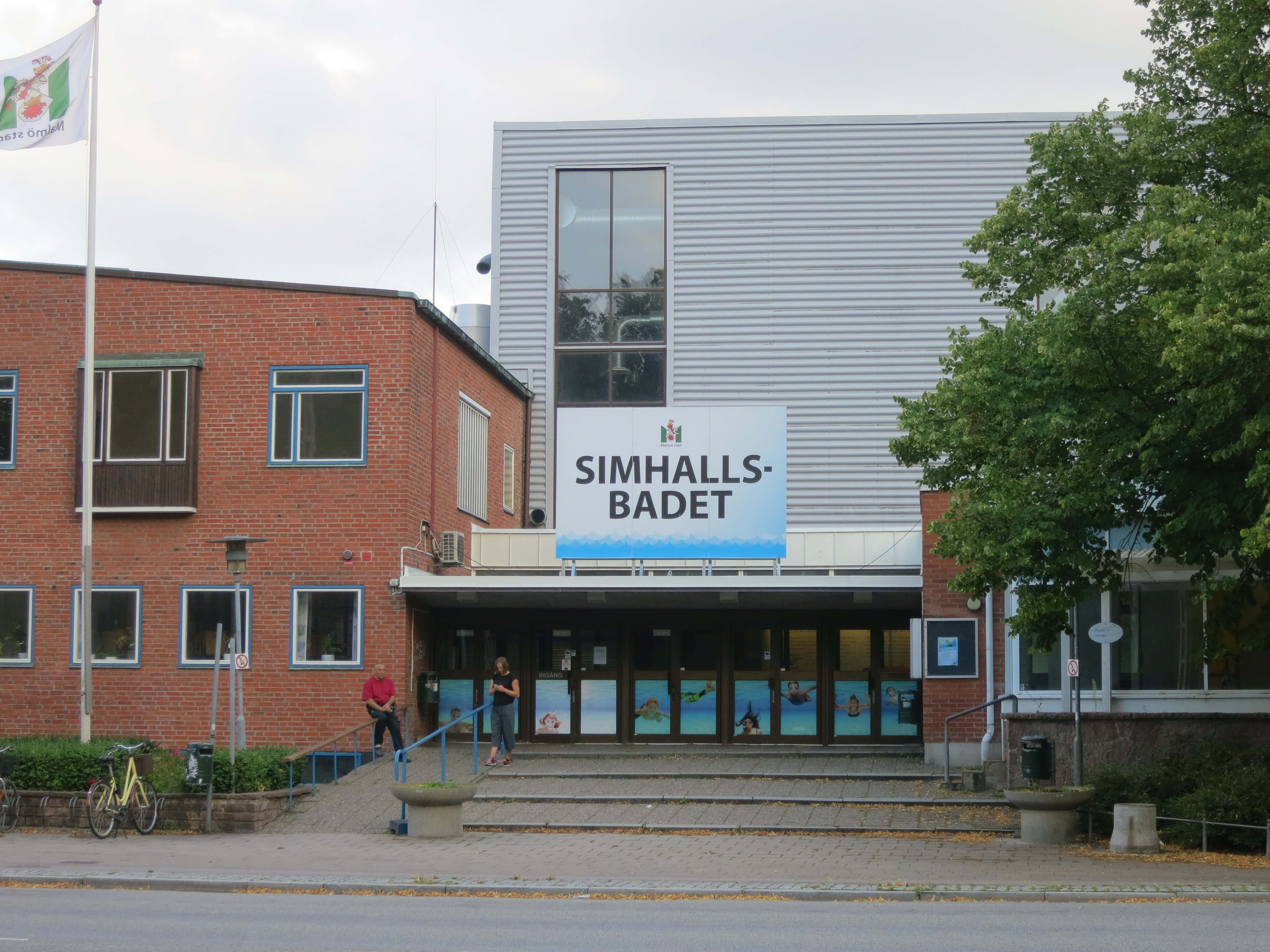
Simhallsbadet

Simhallsbadet är ett badhus för föreningslivet och motionssimmare vid Regementsgatan i Västra innerstaden i Malmö, invigt 1956. 
Under 1988–2015 hette anläggningen Aq-va-kul men stängde för allmänheten 30 juni 2015. I augusti 2015 återöppnades badet för föreningar och simklubbar under det ursprungliga namnet Simhallsbadet till dess att en ny tävlingsarena kan byggas i Malmö.

## Historik

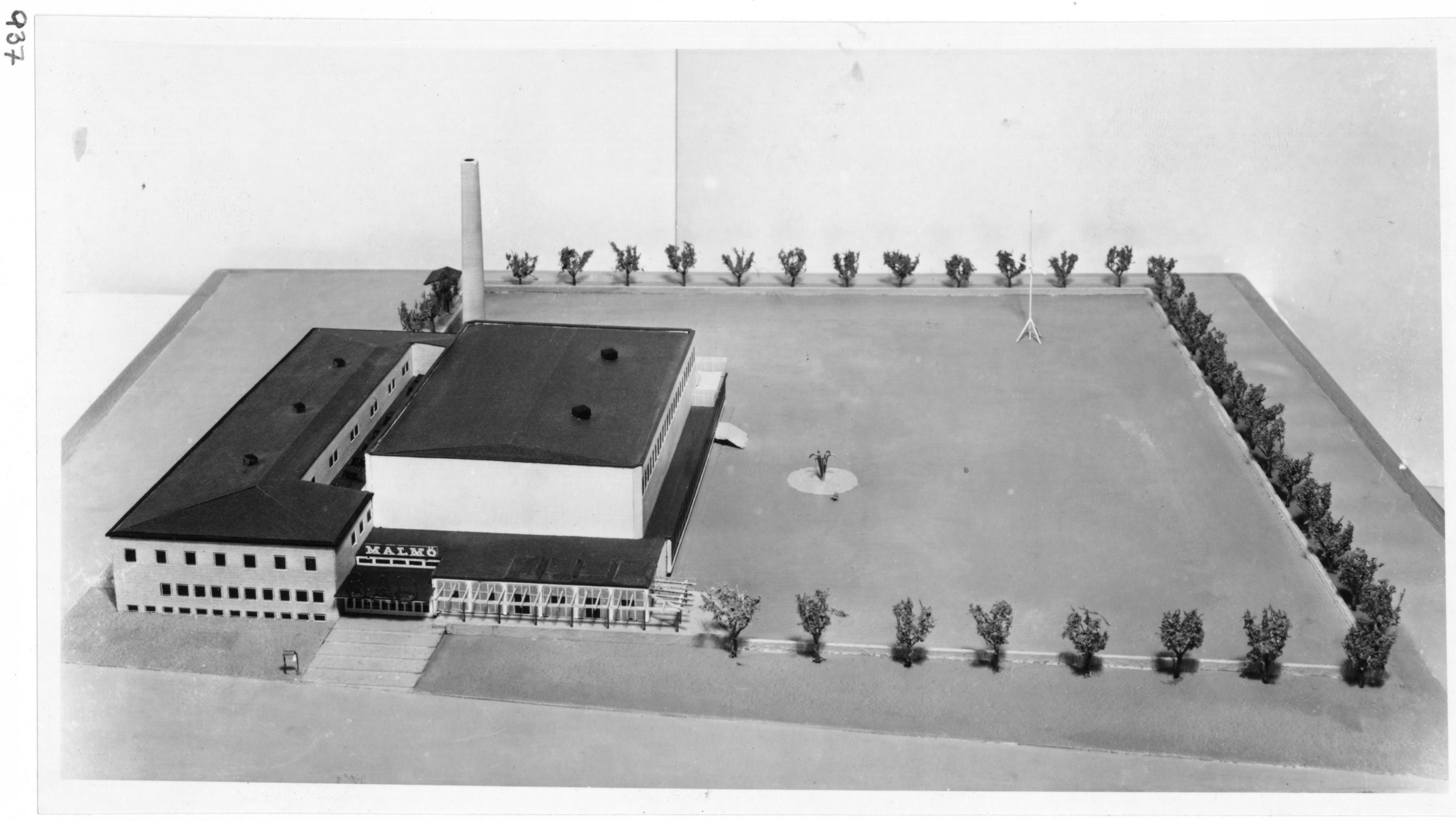
Ödeen & Wejkes tävlingsmodell

Under 1930-talet skapade Malmö kommun en Simhallskommitté för uppförandet av en simhall som komplement till det otillräckliga gamla Varmbadhuset. Kommitténs arbete ledde 1938 till utlysandet av en arkitekttävling, som 1941 vanns av stockholmsarkitekterna Kjell Ödeen och Gunnar Wejke. På grund av andra världskriget och den efterföljande statliga byggnadsregleringen fick staden inte något erforderligt byggtillstånd från statsförvaltningen förrän 1952, då byggnationen på Regementsgatan 24 kunde påbörjas till en kostnad av 6,4 miljoner kronor. Simhallsbadet invigdes slutligen 17 mars 1956 under mycket stor uppmärksamhet. Förverkligandet av det då toppmoderna badet sågs som en stor framgång för den dåvarande socialdemokratiska ledningen i Malmö med politiker som S.A. Johansson och Eric Svenning. Från början fanns endast en 25-metersbassäng med trampoliner och hopptorn samt ett turkiskt bad. Det ursprungliga inträdet för vuxna var 1 krona och 90 öre. Vid invigningen uppträdde bland andra Nils Poppe och Malmö Brandkårs Musikkår, förutom simuppvisning av kända simmare som syskonen Gunnar, Karin och Kristina Larsson.
1977 utbyggdes badet med en 50-metersbassäng.

### Aq-va-kul – med äventyrsbad
1988 tillkom Äventyrsbadet, samtidigt som hela anläggningen bytte namn till Aq-va-kul. Den nya satsningen på Aq-va-kul ökade tillströmningen av badande än mer till över 600 000 besökare per år. Den hade två bassänger och ett antal vattenvägar som förband dessa med varandra. Bassängerna var utrustade med vågmaskin, virvelkanal, samt en vattenrutschbana. I äventyrsbadet ingick även en grund barnbassäng och bubbelpooler och i Relaxavdelningen fanns ångbastu, torrbastu, gemensamhetsbastu, bubbelpool och servering. Turkbadet, som bestod av dam- och herravdelning, hade torr- och våtbastur, varmrum, samt kallvattenbassäng.

### Rasrisk och rivningsarbeten
2006 upptäcktes stora sprickor och söndervittrande betong i den äldre delen av anläggningen och 15 mars 2007 stängdes badet på grund av den rasrisk som uppkommit genom bristande underhåll. Dessutom har andra hälsoproblem med återkommande legionellabakterier, dålig ventilation, missfärgat badvatten etc skapat mycket rubriker och periodvisa kortare stängningar och akutreparationer genom åren. Malmö kommunfullmäktige beslutade 26 april 2007 att inte bevilja Fritidsnämnden ansvarsfrihet för 2006 på grund av bristande underhåll av såväl Aq-va-kul som andra kommunala badanläggningar. Den 9 maj 2007 beslutade kommunstyrelsen att från årsskiftet 2007/2008 frånta Fritidsnämnden ansvaret för drift och underhåll av samtliga sport- och fritidsanläggningar som de skött och att överföra ansvaret till Servicenämnden. Den 27 februari 2008 påbörjades rivningen av den mest slitna delen av anläggningen med 25-metersbassängen, medan andra delar byggdes om och badet kunde delvis återöppnas för allmänheten 1 oktober 2008.      Upprustningen färdigställdes 2009. Under reparationstiden fick kommunen ordna andra kostsamma provisoriska arrangemang med tältöverbyggnader över utomhusbassänger, vilket inte minst skapade problem för tävlingssimmarna i Malmö.

### Nya tider
I samband med byggnadsproblemen väcktes omfattande diskussioner om att avveckla anläggningen och ersätta den dels med ett nytt äventyrs- och motionsbad för allmänheten och dels med ett fullskaligt separat simstadion för elitsimmarna och tävlingar. Allmänhetens bad invigdes i augusti 2015 med Hylliebadet vid den nya stadsdelen Hyllievång. Däremot har det planerade simstadion vid Stadionområdet lagts på is tillsvidare på grund av Malmö stads besparingskrav. Sommaren 2015 stängdes badet för allmänheten och återfick sitt ursprungliga namn Simhallsbadet. Det har därefter öppet främst för föreningar och simklubbar med en möjlig fortsatt verksamhet med löpande underhåll fram till 2029. Simhallsbadet är öppet för allmänheten under helgfria vardagar.

## Simklubbsverksamheter
Ett flertal simklubbar har genom åren haft anläggningen som sin hemmabas – däribland Malmö Kappsimningsklubb, Malmö Simsällskap, Simklubben Ran med bland annat vattenpolo – och ett stort antal tävlingar har ägt rum där.
SM i simning (kortbana) har avgjorts på Simhallsbadet/Aq-va-kul åren 1957, 1963, 1978, 1986, 1989, 2001 och 2004.